# Ленинский сельский округ (Северо-Казахстанская область)
Сельский округ Бике (каз. Бике ауылдық округі) — административная единица в составе Мамлютского района Северо-Казахстанской области Казахстана. Административный центр — село Бике. Аким сельского округа — Самуратов Биркутбай Мусаипович.
Население — 729 человек (2009, 1286 в 1999, 1942 в 1989).
В сельском округе имеется школа, мини-центр для детей дошкольного возраста, дом культуры, библиотека, медицинский пункт.
В округе работают 2 товарищества с ограниченной ответственностью, 4 фермерских хозяйства, 3 крестьянских хозяйства, 4 субъекта малого и среднего бизнеса.

## Состав
В состав округа входят такие населенные пункты:
| Населенный пункт | Население, человек (1989) | Население, человек (1999) | Население, человек (2009) |
| ---------------- | ------------------------- | ------------------------- | ------------------------- |
| Дачное, село     | 444                       | 149                       | 90                        |
| Бике, село       | 1219                      | 895                       | 553                       |
| Октябрь, село    | 279                       | 242                       | 86                        |